# At Dawn in Rivendell
At Dawn in Rivendell («Al amanecer en Rivendel») es el tercer álbum del grupo danés de Caspar Reiff y Peter Hall, el Tolkien Ensemble. Contiene más canciones compuestas sobre las letras de los poemas contenidos en la novela El Señor de los Anillos, de J. R. R. Tolkien y constituye la tercera parte de lo que estaba llamado a convertirse en una completa interpretación musical en cuatro partes de todos los poemas del libro, tras An Evening in Rivendell y A Night in Rivendell.
Para la grabación de este álbum se unieron al conjunto inicial del Tolkien Ensemble el cuarteto de folk Commotio, y el coro de cámara Hymnia dirigido por Flemming Windekilde. Además, el disco cuenta con la inestimable aportación del actor Christopher Lee, conocido fan de la obra de Tolkien, que acababa de interpretar a Saruman en la trilogía de Peter Jackson, que declama con voz profunda algunos fragmentos, como la larga lista de los ents o las palabras de Malbeth el Vidente; y canta, además, en el papel de Bárbol, en «Treebeard's Song».
En 2006 se puso a la venta Complete Songs & Poems, un pack de cuatro discos compactos con los cuatro álbumes del Ensemble, la totalidad de su proyecto musical sobre los poemas de El Señor de los Anillos.

## Pistas
| N.º   | Título                                                                  | Escritor(es)              | Duración |  |
| 1.    | «Verse of the Rings»                                                    | Caspar Reiff              | 1:20     |  |
| 2.    | «Song of Gondor»                                                        | Caspar Reiff              | 2:59     |  |
| 3.    | «A Walking Song (I)»                                                    | Peter Hall                | 2:50     |  |
| 4.    | «Warning of Winter»                                                     | Caspar Reiff              | 0:35     |  |
| 5.    | «Malbeth the Seer's Words»                                              | Caspar Reiff              | 5:55     |  |
| 6.    | «A Drinking Song»                                                       | Peter Hall                | 2:46     |  |
| 7.    | «The Long List of the Ents (I)»                                         | Peter Hall                | 2:17     |  |
| 8.    | «Éomer's Song»                                                          | Caspar Reiff              | 2:41     |  |
| 9.    | «Boromir's Riddle»                                                      | Caspar Reiff              | 0:34     |  |
| 10.   | «The Bath Song»                                                         | Peter Hall y Caspar Reiff | 1:45     |  |
| 11.   | «Song of Lebennin»                                                      | Caspar Reiff              | 5:00     |  |
| 12.   | «Gandalf's Riddle to the Ents»                                          | ¿ ?                       | 0:25     |  |
| 13.   | «Ho! Tom Bombadil»                                                      | Peter Hall                | 0:57     |  |
| 14.   | «The Riddle of Strider (I)»                                             | Caspar Reiff              | 0:57     |  |
| 15.   | «Song of Nimrodel»                                                      | Caspar Reiff              | 4:42     |  |
| 16.   | «Treebeard's Song»                                                      | Peter Hall                | 4:11     |  |
| 17.   | «Farewell Song of Merry and Pippin»                                     | Peter Hall                | 3:09     |  |
| 18.   | «Athelas»                                                               | Caspar Reiff              | 0:35     |  |
| 19.   | «A Walking Song (II)»                                                   | Peter Hall                | 1:38     |  |
| 20.   | «An Elven Hymn to Elbereth Gilthoniel (III)» (A Elbereth Gilthoniel...) | Caspar Reiff              | 7:44     |  |
| 53:09 |                                                                         |                           |          |  |

## Créditos

### Músicos
- Peter Hall: voces solistas (Frodo y Sam), guitarra, mandolina y penny-whistle;
- Caspar Reiff: guitarra;
- Morten Ryelund Sørensen: violín;
- Øyvind Ougaard: acordeón;
- Morten Ernst Lassen: voces de Aragorn y Éomer;
- Signe Asmussen: voces de Galadriel y una elfa de Rivendel;
- Mads Thiemann: voz de Bilbo;
- Ulrik Cold: voz de Gandalf;
- Kurt Ravn: voz de Legolas;
- Christopher Lee: declamación y voz de Bárbol;
- Tom McEwan: voz de Pippin;
- Povl Dissing: voz de Gollum;
- Gabriella Persson: fagot;
- Torben H. S. Svendsen: doble bajo;
- Kresten Stubbe Teglbjerg: piano;
- Francis Norén y  Morten Kramp: voces adicionales;
- Cuarteto Commotio: Morten Ryelund, Mette Tjærby, Jørgen Eyvind Hansen y Dorthe Buch-Andersen;
- Coro de cámara Hymnia, dirigido por Flemming Windekilde.

### Producción
- Director musical: Morten Ryelund Sørensen;
- Productores: Caspar Reiff, Peter Hall y Morten Ryelund Sørensen;
- Ingeniería: Hans Nielsen y Viggo Mangor;
- Ilustración de cubierta: Margarita II de Dinamarca;
- Diseño de cubierta: Dan Eggers y Connie B. Berentzen.